# Bassignac-le-Haut
Bassignac-le-Haut là một xã thuộc tỉnh Corrèze trong vùng Nouvelle-Aquitaine miền trung Pháp.